# Delia neomexicana
Delia neomexicana är en tvåvingeart som först beskrevs av Malloch 1918.  Delia neomexicana ingår i släktet Delia och familjen blomsterflugor. Inga underarter finns listade i Catalogue of Life.